# Historia Mozambiku
Tereny współczesnego Mozambiku zasiedlili około I tysiąclecia p.n.e. Buszmeni. Od V wieku n.e. rozpoczęła się fala napływu ludów Bantu, która zepchnęła Buszmenów na południe. Od wieku VIII na wybrzeżu utworzone zostały faktorie arabskie, perskie i indyjskie. Niektóre z takich ośrodków, rozwinęły się w duże miasta portowe. Mieszkańcy wybrzeża przeważnie wyznawali islam i należeli do kultury Suahili. Od XV wieku zachodnia część współczesnego Mozambiku została włączona do imperium Monomotapa ze współczesnego Zimbabwe. Od końca XV wieku rozpoczęła się eksploracja portugalska. W 1609 roku Mozambik stał się kolonią portugalską, kolonialiści nie zdołali jednak podbić wnętrza kraju aż do końca XIX wieku. Od początków XX wieku miało miejsce systematyczne ograniczanie praw tubylców i ich marginalizacja na rzecz Portugalczyków. W 1930 roku Akt kolonialny przekształcił Mozambik w posiadłość zarządzaną przez metropolię, a w 1951 roku w prowincję zamorską.
Od połowy lat 50. zwiększyło się osadnictwo białych Portugalczyków. Na gruncie sprzeciwu wobec tego zaczął kształtować się ruch wyzwoleńczy. W 1962 roku utworzony został Front Wyzwolenia Mozambiku (FRELIMO). Rok później z tejże organizacji wyłamał się Afrykański Zjednoczony Front Ludowy, który w 1965 roku powołał Rewolucyjny Komitet Mozambiku. Niemniej jednak przewaga w ruchu niepodległościowym należała do FRELIMO które w 1964 roku rozpoczęło antyportugalską wojnę partyzancką. Rebelia wsparta została przez Tanzanię, Algierię, Zjednoczoną Republikę Arabską, Zambię i kraje socjalistyczne. Krwawe tłumienia powstania przyczyniły się do masowej emigracji Mozambijczyków do państw ościennych, głównie Tanzanii i Zambii. Do 1974 roku FRELIMO przejęło kontrolę nad 1/3 kraju a na wyzwolonych obszarach tworzyło lokalną administrację. Po rewolucji goździków w Portugalii, rząd rewolucyjny zapowiedział przyznanie Mozambikowi niepodległości.
W 1975 roku Mozambik stał się niepodległą republiką. W tym samym roku armia portugalska i siły FRELIMO stłumiły powstanie portugalskich osadników którzy niechętnie przyjęli deklarację niepodległości. W następstwie nieudanej rebelii większość osadników opuściła kraj. Pierwszym prezydentem i szefem rządu został Samora Machel. Rozpoczął on budowę socjalistycznego ustroju państwa. Na gruncie budowy socjalizmu doszło do upaństwowienia ziemi, systemu edukacji i opieki zdrowotnej, zrównano też prawa kobiet i mężczyzn. Rząd popierał ruch narodowowyzwoleńczy z sąsiedniej Rodezji, wsparciem prezydenta cieszył się Afrykański Narodowy Związek Zimbabwe Roberta Mugabe a także Afrykański Kongres Narodowy zwalczający apartheid. Reformy utrzymane w lewicowym stylu nie spodobały się części dotychczasowych członków Frontu. Wsparci przez rząd Rodezji dysydencie utworzyli w 1976 roku Narodowy Ruch Oporu Mozambiku (RENAMO) który rozpoczął antyrządową kampanię partyzancką. Wybuch walk jedynie zradykalizował FRELIMO które w 1977 roku oficjalnie przyjęło doktrynę marksistowską i politycznie zbliżyło się do bloku wschodniego.
Siły partyzanckie w walce z rządem stosowały początkowo sabotaż gospodarczy i ataki na infrastrukturę, z czasem rozpoczęły ataki na miasta i wsie. Metodą zastraszenia społeczeństwa stosowaną przez RENAMO stały się masakry cywilów które stały się powszechne. W 1984 roku Mozambik zrezygnował z popierania ruchów wyzwoleńczych w państwach ościennych na gruncie ugody Nkomati z rządem Republiki Południowej Afryki, która zobowiązała się w zamian wycofać swoje poparcie wobec RENAMO.
Do końca lat 80. działania RENAMO doprowadziły do co najmniej 100 tysięcy ofiar w ludziach i ucieczki z kraju miliona uchodźców. Po transformacji ustrojowej Mozambiku w system wielopartyjny o wolnorynkowej gospodarce, RENAMO rozpoczęło z rządem rozmowy pokojowe. Porozumienie pokojowe podpisano w Rzymie pod egidą ONZ w 1992. Na jego mocy RENAMO przekształciło się w partię polityczną z Alfonsem Dhlakamą na czele. W 1994 lider partii wziął udział w pierwszych wolnych wyborach prezydenckich w Mozambiku. Przegrał jednak z kandydatem FRELIMO, Joaquimem Chissano (53,3% głosów), zdobywając 33,7% głosów poparcia. Od tego czasu FRELIMO sprawowała władzę na gruncie wielopartyjnym.
21 października 2013 RENAMO wypowiedziało układ pokojowy z 1992 po tym, jak według RENAMO siły rządowe ostrzelały i zajęły bazę Sathunjira w regionie Gorongosa w prowincji Sofala, ok. 600 km na północ od stołecznego Maputo. W bazie przebywał lider ugrupowania Afonso Dhakama, lecz zdołał uciec spod ostrzału. Już wcześniej, bo w kwietniu i czerwcu 2013 dochodziło do starć między armią a RENAMO, a w atakach bojówki zginęło 11 żołnierzy i policjantów oraz sześciu cywilów. Układ pokojowy wznowiono w 2014 roku.